# Alexandre Marcelino Bayma
Alexandre Marcelino Bayma (Província do Maranhão, 15 de fevereiro de 1839 — ?, 11 de fevereiro de 1904) foi um médico e político brasileiro.
Filho de João Severino Bayma e de Maria Bárbara. Pai do senador Celso Bayma.
Formado em medicina pela Faculdade de Medicina da Bahia, em 1865, ingressando no exército como segundo-tenente-cirurgião. Foi general-de-brigada em 1897.
Foi deputado à Assembleia Legislativa Provincial de Santa Catarina na 24ª legislatura (1882 — 1883) e na 25ª legislatura (1884 — 1885).
Com a proclamação da república foi um dos três membros da junta governativa.
Foi deputado à Assembleia Constituinte do Estado de Santa Catarina e à 1ª legislatura, de 1892 a 1894.
Foi condecorado como cavaleiro da Imperial Ordem de Cristo.